# بالدساته
بالدساته (به اسپانیایی: Valdezate) یک شهرستان در اسپانیا است که در استان بورگس واقع شده‌است.

## خصوصیات
بالدساته ۲۰ کیلومترمربع مساحت و ۱۷۹ نفر جمعیت دارد.